# Glasvegas
Glasvegas é uma banda escocesa é uma banda de indie rock formada na cidade de Glasgow. O grupo consiste dos membros James Allan (vocal), Rab Allan (guitarra), Paul Donoghue (baixo) e Jonna Löfgren (bateria). O seu álbum de estréia, autointitulado, foi lançado em setembro de 2008 e foi bem recebido pela  crítica e pelo público, estreando na segunda posição nas paradas dos mais vendidos no Reino Unido. A banda chegou a ser nomeada para um Mercury Prize Awards. O segundo trabalho deles foi Euphoric Heartbreak, lançado em abril de 2011. Ele chegou ao topo das paradas britânicas e suecas, tendo menos sucesso que o primeiro álbum.
Em junho de 2013, o grupo assinou com a gravadora BMG, após deixar a Columbia Records. O terceiro álbum da banda, Later...When the TV Turns to Static, lançado em setembro de 2013. Apesar de ter sido bem recebido pela crítica, não alcançou o sucesso comercial, chegando a posição #41 nas paradas dos mais vendidos no Reino Unido.